# Caromb
Caromb – miejscowość i gmina we Francji, w regionie Prowansja-Alpy-Lazurowe Wybrzeże, w departamencie Vaucluse.
Według danych na rok 1990 gminę zamieszkiwało 2640 osób, a gęstość zaludnienia wynosiła 147 osób/km² (wśród 963 gmin regionu Prowansja-Alpy-W. Lazurowe Caromb plasuje się na 223. miejscu pod względem liczby ludności, natomiast pod względem powierzchni na miejscu 536.).